# Ilex condensata
Ilex condensata là một loài thực vật có hoa trong họ Aquifoliaceae. Loài này được Turcz. mô tả khoa học đầu tiên năm 1859.